# Empoli Football Club 1963-1964
Questa voce raccoglie le informazioni riguardanti l'Empoli Football Club nelle competizioni ufficiali della stagione 1963-1964.

## Rosa
| N. |                   | Ruolo | Calciatore          |
| -- | ----------------- | ----- | ------------------- |
|    | Italia (bandiera) | A     | Renzo Aldi          |
|    | Italia (bandiera) | A     | Bruno Balsimelli    |
|    | Italia (bandiera) | C     | Piero Baroncini     |
|    | Italia (bandiera) | C     | Mario Bertini       |
|    | Italia (bandiera) | D     | Gianfranco Borsari  |
|    | Italia (bandiera) | P     | Franco Carrus       |
|    | Italia (bandiera) | C     | Giorgio Cavicchioli |
|    | Italia (bandiera) | A     | Sauro Fracassa      |
|    | Italia (bandiera) | C     | Carlo Gori          |

| N. |                   | Ruolo | Calciatore        |
| -- | ----------------- | ----- | ----------------- |
|    | Italia (bandiera) | D     | Giulio Lazzeri    |
|    | Italia (bandiera) | D     | Pasquale Malvolti |
|    | Italia (bandiera) | D     | Valerio Masoni    |
|    | Italia (bandiera) | D     | Alberto Missio    |
|    | Italia (bandiera) | C     | Piero Sani        |
|    | Italia (bandiera) | D     | Bruno Taverna     |
|    | Italia (bandiera) | C     | Mauro Vavani      |
|    | Italia (bandiera) | C     | Claudio Veronesi  |
|    | Italia (bandiera) | C     | Roberto Zanolini  |